# حدسية هادامارد
حدسية هادامارد أو مصفوفة هادامارد هي مصفوفة مربعة ذات معاملات من الشكل: (1) أو (-1) ذات خطوط متعامدة كلها على بعض، سميت بهذا الاسم نسبة إلى عالم الرياضيات الفرنسي جاكس هادامارد على الرغم أنه أول مثال منهجي تم طرحه من طرف العالم الرياضياتي جيمس جوزيف سلفستر.
من أجل كل مصفوفة (H) من الدرجة n، تكون خصائص التعامد من الشكل:
{\displaystyle H^{t}H=nI_{n}}